# M6
Pour les articles homonymes, voir M6 (homonymie).
Cet article concerne la version française de la chaîne. Pour la version suisse de la chaîne, voir M6 Suisse.
M6, abréviation de Métropole Télévision,, est une chaîne de télévision généraliste privée française à finalité commerciale, diffusée à l’échelle nationale depuis le 1er mars 1987, appartenant au groupe allemand RTL group. 
À sa naissance, M6 prend la place de la chaîne première musicale française TV6 créée le 1er mars 1986 et supprimée le 28 février 1987 à minuit suite à son retrait d'autorisation d'émettre, la remplaçant sur le même canal. M6 est diffusée sur la TNT (sauf en France d’outre-mer), le câble, le satellite, la télévision par xDSL et Internet.
M6 est l'antenne principale du Groupe M6, lequel possède d'autres chaînes parmi lesquelles figurent W9, 6ter, Paris Première, Téva, M6 Music, RFM TV, MCM, TiJi, Canal J et Gulli et également présent dans des plateformes numériques, l'édition et la distribution vidéo, la production cinéma et la presse. M6 a pour actionnaire majoritaire RTL Group, lui-même sous le contrôle de la société allemande Bertelsmann, appartenant à la famille Mohn.
Après avoir été entre 2011 et 2017 la 3e chaîne la plus regardée de France, entre 2018 et 2024, M6 est le plus souvent la 4e chaîne la plus regardée en France, derrière TF1 et les chaînes publiques France 2 et France 3,.

## Histoire de la chaîne

### 1986: L'enjeu de la chaîne
La Compagnie luxembourgeoise de Télédiffusion, déjà présente en France avec la radio RTL, cherche, depuis la libéralisation des ondes en Europe au milieu des années 1980, à s'implanter plus encore avec une chaîne de télévision. Depuis 1955, RTL Télévision est diffusée dans l'est de la France et a fait ses preuves en termes de réussite d'audience, mais ses programmes de plus en plus chers la contraignent à élargir son bassin de diffusion. En 1984, la quatrième chaîne est attribuée à Canal+.
À la suite de l’annonce par François Mitterrand de la création de nouvelles chaînes nationales alliées avec des chaînes locales le 16 janvier 1985, en février 1985 les actions de Canal Plus et les abonnements à la chaîne chutent et la CLT se porte candidate à la reprise du quatrième réseau avec le projet RTL 4. Toutefois, le 26 juillet, le président de la République décide de maintenir Canal Plus sur son réseau en tant que chaîne à péage malgré les tentatives de Silvio Berlusconi de la transformer en chaîne gratuite.
Le 31 juillet 1985, François Mitterrand annonce la création d'une cinquième chaîne multivilles et d'une sixième chaîne musicale pour les jeunes. La CLT prépare à nouveau sa candidature, cette fois-ci avec le projet RTL 5, avec une rédaction au siège parisien de RTL. En 1985, la CLT hésite entre une diffusion de sa chaîne sur le satellite de diffusion directe TDF 1 ou une diffusion hertzienne nationale en France sur l'un des deux nouveaux réseaux annoncés par le président Mitterrand. Elle choisit cette dernière solution et postule auprès de la Haute Autorité de la communication audiovisuelle pour obtenir la concession sur le cinquième réseau hertzien naissant. Déboutée au profit de La Cinq de Jérôme Seydoux et Silvio Berlusconi. De son côté, la Lyonnaise des Eaux via Nicolas de Tavernost, en s'alliant à la chaîne canadienne Télé-Métropole, prépare un projet de chaîne privée française dénommée Métropole Télévision. Le cinquième réseau est donc concédé au projet La Cinq le 19 novembre 1985 et la CLT se déclare candidate à la sixième chaîne avec le projet RTL 6 début janvier 1986, mais son réseau est accordé au tandem Publicis-NRJ pour TV6.
La CLT, qui a l’intention de reprendre La Cinq, se déclare le 22 mai 1986 ouverte à entrer dans le capital de la chaîne et à la suite de l'annulation des concessions des cinquième et sixième réseaux par le gouvernement Chirac, la CLT retente sa chance, en s'appuyant sur les amitiés entretenues avec Jacques Chirac et plusieurs membres du gouvernement par Jacques Rigaud, administrateur du groupe en France et président de la radio RTL, pour s'assurer l'obtention par la CNCL de la concession sur le cinquième réseau. Elle ignore cependant que ce réseau a déjà été promis à un autre ami du Premier ministre, le magnat de la presse Robert Hersant. Dans l'intervalle, Télé-Métropole quitte le projet de la Lyonnaise des Eaux pour rejoindre La Cinq.
À l'origine, les candidats à reprendre le sixième réseau sont les anciens propriétaires de TV6, la CLT alliée à la Lyonnaise des eaux, l'UGC avec le projet TFM (Télévision Fiction et Musique) et Canal+ avec le projet de chaîne payante Canal Plus Junior,.
Après avoir été à nouveau déboutée, Jacques Rigaud exprime le soir même sur l'antenne de RTL, son inquiétude quant à la pérennité des activités de son groupe en France et menace même de les suspendre purement et simplement. Le gouvernement n'a pas d'autre choix que de faire pression sur la CNCL pour l'attribution, le 23 février 1987 en compensation, du sixième réseau hertzien occupé par TV6 (chaîne musicale) à la CLT en lui interdisant toutefois d'en être l'actionnaire majoritaire et de nommer sa chaîne RTL afin de ne pas rendre cet échange de bons procédés trop visibles. Le groupe est donc contraint de modifier rapidement son projet initial « RTL6 », qui consiste à installer sur ce réseau RTL Télévision après l'avoir reformatée et s'associe donc à la Lyonnaise des Eaux, qui prend la majorité du capital. Le nouveau projet de chaîne de télévision, est baptisé Métropole Télévision réutilisant ainsi le nom faisant référence à l'ancien coactionnaire et confié à l'ancien PDG d'Antenne 2, Jean Drucker, chargé de présenter cette candidature à la CNCL.
M6 devra toutefois conserver dans sa programmation, une certaine dominante musicale, héritée de TV6.

### 1987-1992: Des débuts incertains
À la suite de l'annulation de sa concession sur le sixième réseau hertzien par la CNCL à la demande du gouvernement Chirac au profit de la CLT, TV6, chaîne musicale dont l'autorisation d'émission est annulée après un an, s'est définitivement éteinte le 28 février 1987 à 23 h 59, après une manifestation des téléspectateurs sur les Champs-Élysées, laissant pendant 11 heures la France avec cinq chaînes. Le 1er mars à 11 h 15, la mire TDF laisse place à un faisceau encore titré RTL Paris qui ouvre soudainement sur les coulisses du premier plateau de la nouvelle chaîne. M6, commence sa diffusion lorsque apparaît Jean Drucker, PDG de Métropole Télévision, qui accueille les téléspectateurs.
Le programme de cette première journée, présenté par Georges Lang, fraîchement débarqué de RTL Télévision et Charlotte Siandra est une émission de plateau recevant les animateurs des nouvelles émissions venant présenter leur concept. La plupart de ces premières émissions sont directement importées de RTL Télévision, comme Mégaventure de Philippe Goffin ou le Hit des clubs de Jean-Luc Bertrand. Les fictions, films et séries de la chaîne sont également issues du catalogue de la CLT et bon nombre des dirigeants, journalistes et animateurs de RTL Télévision sont venus prêter main-forte au démarrage de M6. Jean Stock, qui vient de quitter la direction des programmes de RTL Télévision pour prendre celle de M6, calque la grille des programmes de M6 de mars à septembre 1987 sur celle de son aînée luxembourgeoise, persuadé que les mêmes recettes engendrent le même succès. Ainsi, M6 installe chaque jour à 12 h 45 et 19 h 45 un journal télévisé, présenté par Patrick Charles et Marian Lacombe qui présentaient le JTL de RTL Télévision à la même heure quelques mois plus tôt. La programmation intègre également le jeu quotidien Vu et corrigé proposé par Jean-Pierre Imbach, ainsi que les jeux du 20,20,20 et Six'Appels produits par Jean-Luc Colin et présentés par l'animateur radio issu de NRJ sans avoir participé à la chaîne TV6 Jean-Marc Laurent, mais aussi le magazine féminin AM magazine avec Charlotte Siandra, également speakerine sur la chaîne, le rendez-vous musical Laser présenté par Mady Tran et en deuxième partie de soirée, La Saga du Rock par Georges Lang.
Mais le sixième réseau français est contraint de consacrer 30 % de ses programmes à la musique et compte 30 émetteurs de faible puissance (il ne couvre qu'un tiers de la population française), donc peu de téléspectateurs, ce qui ne peut que handicaper une chaîne commerciale. M6 doit donc revoir ses ambitions à la baisse dès la rentrée de septembre 1987 ; les animateurs de RTL Télévision rentrent à Luxembourg et Jean Stock met en place une grille minimaliste axée sur la contre-programmation avec moins d'émissions et plus de clips et de séries. Un nouvel habillage, arrive à l’antenne le 31 août et le premier 6 minutes est diffusé à 20 h 24. Il passe l’année suivante à 19 h 54 pour voler la primeur de l'information aux journaux de 20 heures et permettre la diffusion de séries familiales à compter du 16 mai 1988 comme le Cosby Show ou Madame est servie, une contre-programmation quotidienne face aux journaux de 20 h des autres chaînes françaises.
Du 1er mars 1987 au 30 août 1992, l'avenir de M6 est très incertain, car cinq puis quatre chaînes généralistes hertziennes doivent se battre pour la conquête de l'audimat et donc de leur principal revenu, la publicité. Or, le marché publicitaire français n'est pas extensible à l'infini. En 1988, la secrétaire d'État à la Communication, Catherine Tasca, dans une interview à Télérama, évoque une « chaîne généraliste de trop ». Tout le monde pense alors à M6, dont le déficit ne fait que se creuser (1 million de francs de perte par jour), même si dans un ouvrage publié en 2012, l'ancienne secrétaire d'État interrogée à ce sujet, indique qu'elle pense alors à la Cinq.
Mais la stratégie de Jean Drucker consiste à grandir petit à petit. La contre-programmation commence à payer et M6 est alors « la petite chaîne qui monte, qui monte » d'après ses spots publicitaires.
À la mort de La Cinq en avril 1992, M6, profitant de cette disparition, devient bénéficiaire pour la première fois de son histoire. Elle se lance la même année dans une stratégie de diversification en créant M6 Interactions qui regroupe la commercialisation des marques de l’antenne sous forme de produits dérivés (M6 Licences, M6 Éditions, M6 Music Label, etc.). Se construit alors autour de la chaîne le groupe M6.
Le 28 septembre 1994, l'action M6 est introduite au Second Marché de la Bourse de Paris.

### 1992-2005: M6, la petite chaîne qui monte
Dès le 31 août 1992, M6 continue sa politique de contre programmation qui est venue de La Cinq, basée sur des séries américaines, de la musique et divers magazines (Capital, Zone interdite, Culture Pub…). À l'occasion de la Coupe du monde 1998 en France, M6 marque les esprits avec sa programmation 0 % Football.
M6 consacre généralement ses soirées du samedi aux séries télévisées américaines fantastiques. Cette programmation commencé le 28 octobre 1995, avec une soirée fantastique en prime-time incluant le double épisode La Colonie 1/2 et La Colonie 2/2 de la série X-Files : Aux frontières du réel et l'épisode Dernière limite de la série Les Contes de la crypte. M6 a ensuite réitéré l'opération le 2 décembre 1995 avec les épisodes Ombre mortelle et Quand vient la nuit d’X-Files et l'épisode La Perle noire des Contes de la crypte. La case devient « Les samedis fantastiques » du 6 janvier 1996 au 29 novembre 1997, avec la rediffusion intégrale d’X-Files (3 épisodes par semaine) et deux épisodes des Contes de la crypte. Suivront les séries Au-delà du réel : L'aventure continue et Burning Zone : Menace imminente.
Tous les dimanches soir, après Culture pub, la chaine diffuse des téléfilms érotiques. En 2005, lorsque cette pratique cesse, il susbiste encore 800 000 téléspectateurs. Le CSA affirme dès lors que ces films, peu riches en dialogues, sont essentiellement des productions étrangères doublées en français et demande à des sourds-muets de lire sur les lèvres des acteurs, pour vérifier si la langue originale est bien le français. Le CSA décide de déclasser ces films et M6 introduit un recours en Conseil d’État, qu'il remporte. La diffusion de ces films aide à promouvoir indirectement l'émission Capital, certains téléspectateurs tombant sur cette émission juste avant le téléfilm érotique,,,.
M6 décide ensuite de créer La Trilogie du samedi dont la diffusion débute le 6 décembre 1997 sur M6. Les premiers programmes diffusés sont Le Caméléon, Dark Skies : L'Impossible Vérité et Profiler. Après l’arrêt de Dark Skies : L'Impossible Vérité, la série est rapidement remplacée par The Sentinel. Plus tard, X-Files est diffusé le jeudi soir à partir de la cinquième saison et Stargate SG-1 est envoyé le vendredi soir avant de revenir. Cependant, M6 obtient des records d'audiences, en diffusant les séries Buffy contre les vampires, Charmed et plus tard Roswell ou encore Smallville, qui deviennent cultes pour toute une génération.
En 2002, l'émission change radicalement en programmant deux à trois épisodes par soirée. Le programme n'est plus exclusivement dédié au fantastique. Le 23 décembre 2006, M6 diffuse le douzième épisode de la série Commander in Chief mais à cause d'audiences non satisfaisantes pour la chaîne, les épisodes suivants sont diffusées sur Téva. Le 22 décembre 2007, la chaîne remplace la diffusion des trois derniers épisodes de la première saison de Jericho par des rediffusions de NCIS : Enquêtes spéciales. En 2008, le programme adopte un nouvel habillage télévisuel après avoir gardé 10 ans le même.
En parallèle, en 2001, M6 est la première chaîne française à diffuser une émission de télé réalité, Loft Story. Le succès est immense et les records d'audience sont battus, malgré la qualité controversée de ce programme, plus de 7 millions de téléspectateurs suivent la finale de la première saison (pic d'audience à 11,7 millions lors de l'annonce du nom du vainqueur). Il s'agit d'un tournant dans l'histoire de la télévision française.
Quelques manifestations s'opposent à cette mutation. En mars 2001, la télé libre Zaléa TV (alors diffusée sur Canal Satellite) une opération nommée Loft Raider. Il s'agit de « libérer les otages de M6 ». Sur les banderoles, on peut lire « Libérez (au moins) les poules » (le loft accueillant, en effet, quelques gallinacés). Des ordures sont déversées devant les locaux de la chaîne. Les vigiles présents sur les lieux écartent les manifestants au moyen de gaz lacrymogène. Au même moment, Zaléa TV est remplacée sur Canal Satellite par Loft Story[réf. nécessaire].
Le vice-président et directeur général de la chaîne concurrente TF1, Étienne Mougeotte déclare alors que jamais sa chaîne ne va diffuser ce genre de programme. Quelques mois plus tard, TF1 signe un contrat d'exclusivité avec la société Endemol qui va créer Star Academy pour TF1. Avec la deuxième saison de Loft Story en 2002, M6 s’offre le record historique de la chaîne à l'époque avec 8,2 millions de téléspectateurs en prime-time.
En avril 2003, Jean Drucker, qui a hissé la chaîne au top des audiences, décède brutalement. Le directeur général de la chaîne, Nicolas de Tavernost, lui succède alors.
En 2004, M6 est la deuxième chaîne privée, derrière TF1, en parts de marché et la première chaîne auprès des enfants. Sa programmation est devenue plus généraliste avec l’arrivée des magazines de la vie (Super Nanny, C'est du propre !, Il faut que ça change, Nouveau look pour une nouvelle vie) et des docu-réalités (Le Pensionnat de Chavagnes).
Après le désengagement de son actionnaire majoritaire, Suez, de l'industrie audiovisuelle, RTL Group devient l'actionnaire majoritaire du Groupe M6 qui rachète également à Suez la chaîne de télévision Paris Première diffusée sur le câble et le satellite, afin d'élargir son bassin d'audience aux catégories socio-professionnelles supérieures.

#### Dominante musicale
De sa création jusqu'à l’arrivée de la TNT (2005), M6 est la seule chaîne hertzienne à dominante musicale, comme le précise sa convention CSA (30 % de programmes musicaux).
La chaîne diffuse alors beaucoup d'émissions musicales :
- des émissions diffusant des clips vidéos et des prestations musicales : le Hit machine, des plages horaires de clips (qui se sont appelées successivement : Boulevard des clips, M comme musique et M6 music) ;
- des magazines musicaux comme : Plus vite que la musique et Fan de ;
- et des concerts ou d'autres émissions spécifiques.

À l'arrivée de la TNT en 2005, le groupe M6 a déplacé beaucoup d'émissions musicales de M6 sur sa nouvelle chaîne TNT W9. D'autre part, sur la TNT, d'autres chaînes à dominante musicale ont été lancées.

### Depuis 2005: arrivée de la TNT
Le 31 mars 2005, la TNT arrive en France avec 12 nouvelles chaînes. M6 n'est plus la cadette (ou la benjamine) des chaînes de télévision en France et abandonne la politique de la contre-programmation choisie par les nouvelles chaînes (dont W9, nouvelle chaîne du groupe M6).
M6 est le premier diffuseur officiel de la Coupe du monde de football en 2006 en Allemagne avec la diffusion de 31 rencontres sur 64 commentées par Thierry Roland. M6 gagne son pari éditorial : l'ensemble du dispositif autour de cet événement est plébiscité par le public.
M6 se positionne toujours plus comme une chaîne jeune et moderne par excellence qui réunit la famille à travers une large palette de programmes fédérateurs (Nouvelle Star, Pékin Express, Capital, Secrets d'actualité, Zone Interdite…).
En 2006, la chaîne crée une direction générale des antennes et des contenus dirigée par Thomas Valentin. La direction des programmes est alors confiée à un pilier de la famille RTL, Bibiane Godfroid, jusqu'alors présidente de FremantleMedia France. Cette année-là, la chaîne bat son record d'audience des séries avec Prison Break suivie par plus de 7,5 millions de téléspectateurs. Idem pour la série événement Desperate Housewives, qui aussi diffusée le jeudi en alternance, atteint des records d'audiences, avec plus de 5,5 millions de télespectateurs.
Après une longue bataille juridique liée à l'exclusivité de diffusion de la chaîne sur TPS, M6 est disponible depuis le 5 janvier 2007 sur les bouquets ADSL des opérateurs Free, Orange, SFR et Bouygues Telecom, sans toutefois figurer dans les offres TV sur PC de ces opérateurs et avec un bridage des programmes à l'enregistrement.
En mars 2007, M6, qui a fêté ses 20 ans, est devenue la deuxième chaîne généraliste auprès du public de moins de 50 ans. Chaîne de l’innovation, elle apporte une couleur originale dans le paysage audiovisuel. M6 est un important groupe multimédia qui compte 9 chaînes de télévision numériques (W9, Paris Première, Téva, M6 Music Hits, M6 Music Club, M6 Music Black, M6 Boutique La Chaîne, Série Club et TF6) et de nombreuses diversifications : publications et éditions en kiosque, disques, vidéos, spectacles, produits dérivés, Internet, téléphonie mobile, cinéma, vente à distance, club de football…
Pour ses 20 ans, M6 a changé d'habillage antenne le 7 mars 2007 avec un logo en 3D et est la première chaîne de télévision nationale française à utiliser une technique unique de sous-titrage en direct, afin d’augmenter l’accessibilité des programmes télévisés aux sourds et malentendants.
Le Groupe M6 a répondu à l’appel aux candidatures lancé par le CSA pour la diffusion de service de télévision par voie hertzienne terrestre en mode numérique et en haute définition. Le 20 novembre 2007, M6 a obtenu une licence pour diffuser des programmes HD diversifiés (fictions, magazines d’information, couverture d’événement sportif). M6 a aussi négocié auprès du CSA une diminution progressive entre 2007 et 2011 de son quota de diffusion de programme musical passant ainsi de 30 % à 20 % dont la majorité est diffusée la nuit et le matin.
En 2008, M6 a diffusé la moitié des matchs de l'Euro 2008 dont certains de l’équipe de France qui ont été retransmis en HD sur M6 et M6.fr. À cette occasion, M6 bat à plusieurs reprises des records d'audiences : d'abord le 9 juin, lors de la rencontre Roumanie - France (9,6 millions de téléspectateurs), puis le 17 juin 2008, le match France - Italie réunit 13,2 millions de téléspectateurs, soit le meilleur score de l'année 2008 toutes chaînes confondues, mais aussi le meilleur score de la chaîne depuis sa création.
M6 est diffusée en HD sur le multiplex R5 de la TNT, le câble et le satellite à partir du 30 octobre 2008.
Le 14 novembre 2008, M6 fait un nouveau record d'audience des séries avec NCIS : Enquêtes spéciales suivie par plus de 7,9 millions de téléspectateurs.
Le 26 mai 2010, M6 diffuse la Nouvelle Star en 3D en direct dans une salle du cinéma mk2 Bibliothèque à Paris ainsi qu’en différé sur la TV d’Orange sur le canal 3D[réf. nécessaire].
D'après un sondage effectué du 9 au 14 mai 2012 par Télé-Loisirs, M6 est la chaîne préférée des Français pour la deuxième année consécutive.
Le 19 juin 2012, M6 a atteint une audience record en diffusant en direct le match Suède/France de l'Euro 2012 suivie par 12,2 millions de téléspectateurs. Il s'agit de la deuxième meilleure audience de la chaîne depuis sa création.
Le 12 janvier 2015 M6 annonce l'acquisition de 100 % du capital d'Oxygem, pure player français, spécialisé dans les médias en ligne et services e-marketing.
M6 enregistre de nouveaux records d'audiences historique à l'occasion de l'Euro 2016, comme en 2008. Le 3 juillet 2016, lors de la diffusion du match des quarts de finale entre la France et l'Islande, M6 réunit 17,1 millions de téléspectateurs. Puis, lors de la finale (le 10 juillet) entre le Portugal et la France, M6 réunit 20,8 millions de téléspectateurs (avec un pic à 23,4 millions)[réf. nécessaire].
À la rentrée 2016, le Disney Kid Club ne revient pas, France Télévisions ayant récupéré les droits des séries Disney. M6 Kid est diffusé les fins de semaine lors de la saison 2017-2018.
Le 6 novembre 2018, La Trilogie du samedi revient (trois séries différentes avec deux épisodes par série de 21h à 2h du matin) mais sur une autre chaîne du groupe M6, 6ter et l'émission est diffusée le mardi au lieu du traditionnel samedi. Elle prend alors le nom de « La Trilogie ».
Fin 2019, M6 retrouve la Ligue Europa de football pour la période 2021-2024. Elle a obtenu l'attribution des 16 affiches en clair (qu'elle co-diffuse avec le diffuseur payant Canal+) ainsi que la finale de la compétition.
Au mois de décembre 2019, Nicolas de Tavernost annonce que M6 pourrait se tourner vers le rugby, notamment dans la perspective de la Coupe du Monde 2023 qui aura lieu en France.
En mars 2020, M6 annonce l'ouverture du capital de sa filiale technologique Bedrock qui développe la plateforme de distribution des contenus en ligne de la chaîne ainsi que d'autres diffuseurs européens appartenant au groupe RTL. RTL acquiert dans un premier temps 50 % de Bedrock avant de laisser d'autres investisseurs le rejoindre. En ouvrant le capital de Bedrock, M6 espère que sa plateforme de streaming pourra fournir d'autres diffuseurs et ainsi, devenir un leader européen du marché.
En mai 2021, le groupe Bouygues annonce une fusion de sa filiale TF1 avec le groupe M6 mais celle-ci est abandonnée le 16 septembre 2022.
En juillet 2022, M6 devient propriétaire de 21,4 % du capital de Miliboo, un concepteur et distributeur de meubles français. Ceci marque l'issue d'un partenariat publicitaire de trois ans visant à échanger publicités sur les antennes du groupe M6 contre actions convertibles.
La chaîne remporte la diffusion de la Coupe du monde de football 2026 et de celle de 2030.

### M6+ (anciennement M6 Replay puis 6play)
Le 19 mars 2008, M6 lance un nouveau site internet, en complément de son site officiel. Ce Catch-up TV appelé M6 replay permet aux internautes français (France métropolitaine uniquement) de visionner tous les programmes de M6 sur la tranche 18 h-24 h (à l'exclusion des films) une heure après leurs diffusions et ce, pendant une semaine. Le 4 novembre 2013, M6 Replay, est remplacé par 6play.
Le 27 mars 2014 M6 lance 4 nouvelles chaînes thématiques, « 100 % en ligne », sur 6play : 6play Comic (Humour), 6play Crazy Kitchen (Cuisine), 6play Style (Mode/Beauté) et 6play Stories (Téléfilms). Le 9 février 2015, M6 lance 6play home time (Univers de la Maison).
Le 1er décembre 2015, une nouvelle version de 6play est lancée. Un nouveau design de 6play est lancé pour l'occasion et 6play utilise maintenant un système de recommandations personnalisées sous la rubrique « Ma sélection » semblable à celui de Netflix.

## Identité graphique

### Logos
Le logo initial de la chaîne qui doit initialement s'intituler « RTL6 », est adapté du logo de RTL Télévision, sans la mention télévision, mais avec un 6 figurant après la mention RTL. À la suite de la modification du projet, René Steichen doit revoir tout l'habillage d'antenne et le logo de la chaîne qui adopte alors son grand M, auquel s'adjoint un 6 sous forme de tag (mars à avril 1987), remplacé à l'écran en avril de la même année par une baudruche en 3D tordue en forme de 6 plus visible à et rappelant le 6 du logo projet.

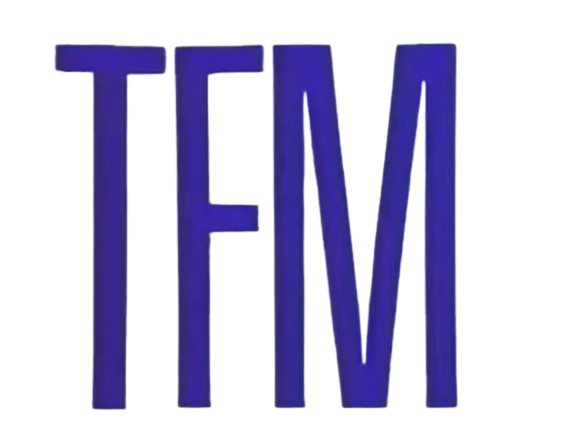
Logo du projet Télévision Fiction et Musique (TFM), présenté devant la CNCL le 10 février 1987 par l'UGC, finalement refusé.

Ce logo ressemblant trop à celui de MTV, un tout nouveau logo dessiné par Étienne Robial est adopté à la rentrée 1987, le fameux 6 posé sur un M plus ouvert et imposant qui repose sur trois pieds (la pointe centrale du M est au même niveau que les deux socles, ces trois pieds étant tout à la fois un symbole de stabilité et de dynamisme), traduisant graphiquement le slogan « M6, La petite chaîne qui monte, qui monte ! ». Le nouvel habillage d'antenne plus sobre est composé de bandeaux de couleur. Cet habillage évolue le 14 février 2003 en intégrant la 3D dans les génériques et davantage de couleurs, après 16 ans d'habillage exclusivement en 2D, conçu par l’agence View.
Pour ses 20 ans le 6 mars 2007, M6 confie le changement de son habillage d'antenne à l'agence View laissant apparaître un logo en 3D avec des effets métallisés et de miroirs et des mouvements aériens conférant à M6 une image plus statutaire, sans changer le logo de marque en 2D en place depuis 1999. Le logo en 3D (3D marquée par une légère ombre portée du M qui est passé d'une couleur noir uni à un dégradé de gris clair et également par un dégradé pour le 6) est adopté comme identité visuelle le 23 novembre 2009 pour la chaîne et le groupe, le 6 pouvant se décliner en 12 couleurs en fonction des thématiques de la chaîne dans lequel il est utilisé. L'agence View fait à nouveau évoluer l'habillage d'antenne le 18 octobre 2010 avec de nouveaux jingles pub et un nouveau format pour les autopromotions dans lesquels le logo de M6 en 3D devient transparent.
Le lundi 16 novembre 2015, la chaîne a mis à l'antenne de nouveaux jingles publicités, représentant la troisième version du logo en 3D avec les effets métallisés. Ces jingles publicités sont réalisés par l'agence Barjabulle.
Le 1er septembre 2020, M6 a adopté une identité visuelle aux couleurs plus vives, inspirée des codes de la communication sur les réseaux sociaux avec comme point d'orgue le retour du logo initialement conçu par Étienne Robial en 1987 avec un M blanc et un 6 rouge. Un habillage réalisé par l'agence Gédéon en collaboration avec La Plage Records pour l'identité sonore. Le jingle a également changé.

#### Logo permanent
Le 31 août 1987, dès l'adoption de la première version du logo actuel, c'est-à-dire le M gris avec un contour noir surmonté d'un 6 rouge, le permanent (logo affiché en haut à droite tout au long des programmes) affiche un M représenté en contour blanc sans fond surmonté d'un 6 blanc.
Dès le changement des couleurs le 1er septembre 1999, un 6 blanc sur un M blanc transparent est affiché en permanence pendant les programmes.
Le 23 novembre 2009, le logo incrusté change légèrement pour une version affichant un reflet sur le M et le 6[réf. nécessaire].
Dès la rentrée 2015, une version du logo, affichant un M plus transparent et un 6 plus blanc, est incrustée pendant les programmes. Le 10 juillet 2016, jour de finale de l'Euro 2016 de football, une déclinaison représentant un logo avec la partie gauche du M en bleu, le 6 en blanc et la partie droite du M en rouge (couleurs du drapeau français) apparaît en haut à droite accompagné du compte à rebours avant le coup d'envoi de la finale Portugal-France que la chaîne diffusa le soir même.
Depuis le 1er septembre 2020, un logo sans effets ressemblant à la version de 1999 accompagne les programmes de la chaîne.

#### Autres logos

Logo événementiel de M6 à l'occasion de ses 20 ans en mars 2007.
Logo de M6 HD du 30 octobre 2008 au 18 octobre 2010.
Logo de M6 HD du 18 octobre 2010 au 16 novembre 2015.
Logo de M6 4K depuis le 18 mai 2022.
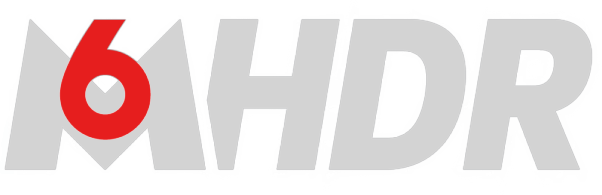
Logo de M6 HDR du 14 juin au 14 juillet 2024.

#### Logos

Logo de M6 du 1er mars au 31 mars 1987.
Logo de M6 du 1er avril au 30 août 1987.
Logo de M6 du 31 août 1987 au 1er septembre 1999.
Logo de M6 du 1er septembre 1999 au 23 novembre 2009.
Logo de M6 du 23 novembre 2009 au 1er septembre 2020.
Logo de M6 depuis le 1er septembre 2020.

### Slogan
- Mars-août 1987 : « M6 : J'aime 6 ! »
- Du 1er mars 1987 au 28 août 1988 : « C’est à voir, c’est sur M6 »
- Du 29 août 1988 au 30 août 1992 : « M6, La petite chaîne qui monte, qui monte ! »
- Du 31 août 1992 au 31 décembre 2000 : « Souriez ! Vous êtes sur M6 »
- Du 1er janvier 2001 au 28 février 2007 : « M6 : Fournisseur officiel de séries cultes depuis 1987 »
- Du 1er mars au 30 juin 2007 : « M6, 20 ans à cultiver notre différence »
- Du 1er juillet 2007 au 30 août 2009 : « Le futur, vivons le ensemble »
- Du 31 août 2009 au 7 février 2011 : « Prenez du bon temps sur M6 ! »
- Du 7 février 2011 au 15 juin 2012 : « M6, c'est vous ! »
- Du 3 septembre 2012 au 30 juin 2013 : « M6, votre quotidien nous inspire ! »[60]
- Du 2 septembre 2013 au 26 juillet 2014 : « La vie en mieux »
- Du 25 août 2014 au 26 juin 2015 : « M6, la chaîne qui donne envie de rentrer »
- Du 7 septembre 2015 au 25 juin 2016 : « Vibrez sur M6 ! »
- Du 5 septembre 2016 au 31 décembre 2022 : « Continuons de grandir ensemble »[réf. nécessaire]
- Depuis le 1er janvier 2023 : C'est la vie[61]

### Voix off
- Céline Duhamel (1987-1992)
- Virginie Durandet (1992-2016)
- Stéphane Pouplard (2006-2007)
- Marc Duquenoy (2007-2017)
- Adrien Antoine (depuis 2014)
- Julien Bocher (2018-2022)
- Sandrine Fougère (depuis 2018)
- Claire Lefloch (2015-2022)
- Alexis Victor (depuis 2021)
- Céline Monsarrat (depuis 2022)
- Arnaud Prechac (depuis 2022)

## Organisation

### Dirigeants
Président-directeur général :
- Jean Drucker : 01/03/1987 - mai 2000
- Nicolas de Tavernost : mai 2000 - 23/04/2024
- David Larramendy : depuis le 23/04/2024

Directeur général :
- Nicolas de Tavernost : 1988 - 2000

Directeur général adjoint :
- Nicolas de Tavernost : 01/03/1987 - 1988

Présidents du directoire :
- Jean Drucker : 1987 - 2000
- Nicolas de Tavernost : 2000 - 2024

Vice-président du directoire chargé des antennes et des contenus :
- Thomas Valentin : depuis le 26/05/2000

Vice-président du directoire chargé des activités commerciales et du développement :
- Robin Leproux : 2012-2014

Membre du directoire chargé de la Gestion :
- Jérôme Lefébure : depuis le 25/03/2010

Directeurs généraux de M6 Publicité :
- Catherine Lenoble : 1987 - 31/03/2012
- Robin Leproux : 31/03/2012 - 11/09/2014
- Ronan de Fressenel : 11/09/2014 - 07/12/2014 (intérim)
- David Larramendy : 08/12/2014 - 23/04/2024
- Hortense Thomine-Desmazures : depuis le 23/04/2024

Directeurs des programmes :
- Jean Stock : 1987-1988
- Thomas Valentin : 1988-2006
- Bibiane Godfroid : 2007-2014
- Frédéric de Vincelles : 01/01/2015-23/05/2019
- Guillaume Charles : 23/05/2019[62] -23/04/2025
- Tristan Jurgensen : le depuis 23/04/2025

Directeurs de l'information :
- Alexandre Baloud : 1987 - 06/1992
- Patrick de Carolis : 31/08/1992 - 1997
- Emmanuel Chain : 06 - 30/08/1992 puis 1997 - 26/10/2001
- Philippe Labi : 27/10/2001 - 31/12/2004
- Jérôme Bureau : 01/01/2005 - 31/12/2014
- Stéphane Gendarme : à partir du 01/01/2015

Directeurs de la rédaction :
- Michel Cellier : 1996 - 2002 (directeur de la rédaction nationale et des rédactions locales)
- Jean-François Richard : 2002 - 2009 (directeur délégué aux rédactions locales et aux magazines de la rédaction)
- Stéphane Gendarme : depuis 2007 (directeur de la rédaction)

Directeurs des magazines de l'information :
- Vincent Régnier : depuis 2009 (directeur général de C-Productions)

### Capital
M6 est détenue à 100 % par le Groupe M6, lui-même détenu à 48,43 % par RTL Group, à 43,85 % en actions à la Bourse de Paris, à 7,10 % par la CNP, à 0,53 % en auto-contrôle et à 0,10 % par le FCPE des salariés de M6.
Les droits de vote liés aux actions de Métropole Télévision détenus par RTL Group sont limités à 34 %.

#### Résultats financiers
- Chiffre d'affaires 2002 : 1 153, 3 millions d'euros
- Chiffre d'affaires 2003 : 1 176,9 millions d'euros
- Chiffre d'affaires 2004 : 1 192,8 millions d'euros
- Chiffre d'affaires 2005 : 1 079,9 millions d'euros
- Chiffre d'affaires 2006 : 1 283,4 millions d'euros
- Chiffre d'affaires 2007 : 1 356,4 millions d'euros
- Chiffre d'affaires 2008 : 1 354,9 millions d'euros
- Chiffre d'affaires 2009 : 1 376,6 millions d'euros
- Chiffre d'affaires 2010 : 1 462,0 millions d'euros
- Chiffre d'affaires 2011 : 1 421,3 millions d'euros
- Chiffre d'affaires 2012 : 1 386,6 millions d'euros
- Chiffre d'affaires 2013 : 1 382,8 millions d'euros
- Chiffre d'affaires 2014 : 1 257,9 millions d'euros
- Chiffre d'affaires 2015 : 1 249,8 millions d'euros
- Chiffre d'affaires 2016 : 1 278,7 millions d'euros
- Chiffre d'affaires 2017 : 1 387,3 millions d'euros

### Sièges
Le premier siège social de M6 se situe initialement de 1987 à 1997, dans le VIIIe arrondissement de Paris, au sein d'un immeuble situé à l'angle de la rue Bayard, lequel abrite les studios de RTL et du cours Albert-Ier. Le siège est alors au no 16 du cours Albert-Ier. Cet immeuble est choisi pour sa proximité avec les studios de RTL, au no 22 le rue Bayard, dans lesquels sont également réalisés les journaux télévisés de la chaîne ainsi que pour sa proximité avec la tour Eiffel qui diffuse la chaîne puis dans la régie de diffusion de M6 du 1er mars 1987 au 30 août 1992 avec les 5 chaînes donc TF1, Antenne 2, FR3, RFO et TV5 dans le siège du studio au no  13-15 rue Cognacq-Jay.
En 1997, M6 quitte son siège parisien devenu trop exigu et déménage au 89, avenue Charles-de-Gaulle à Neuilly-sur-Seine dans les Hauts-de-Seine.

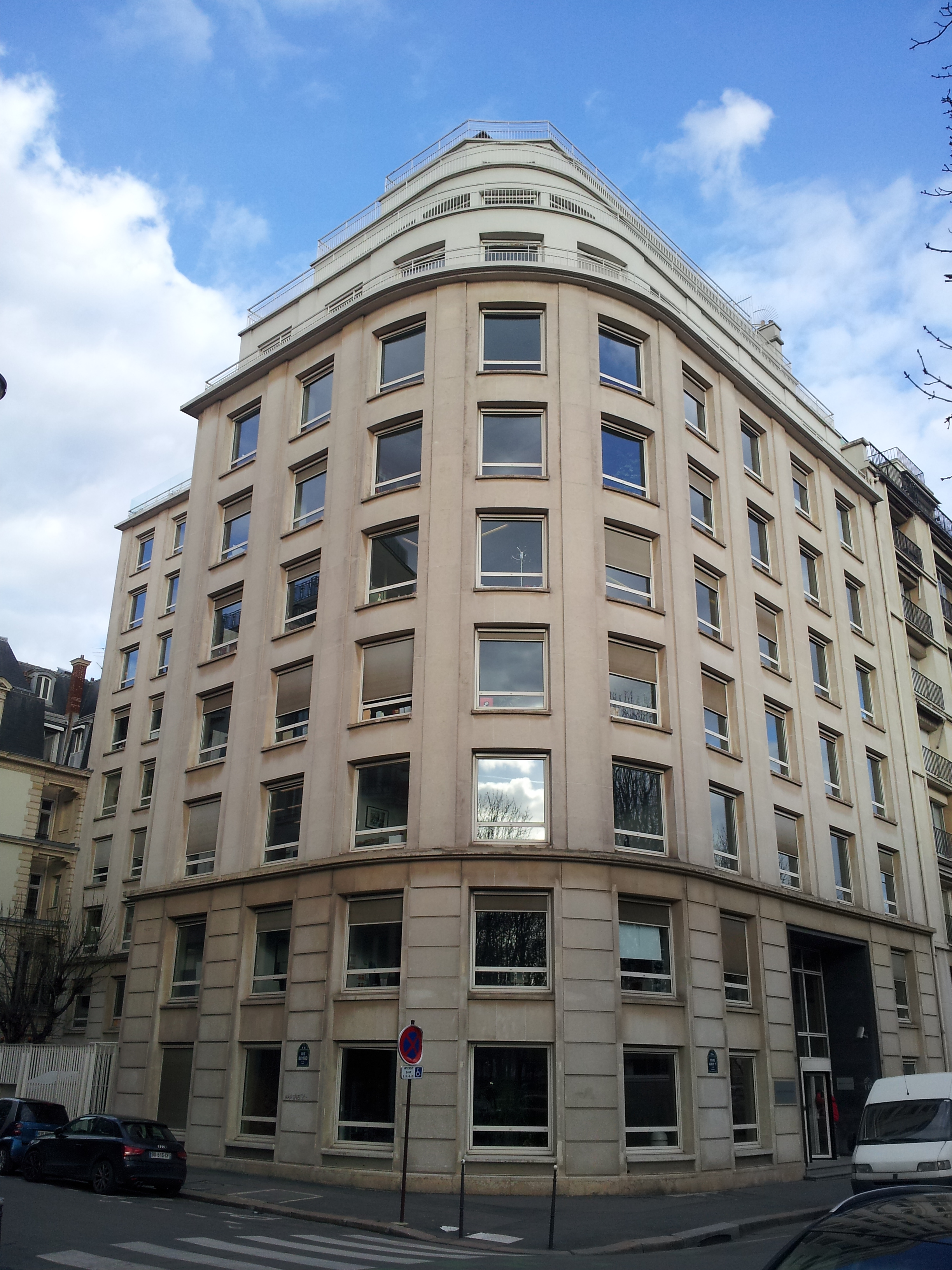
Ancien siège de M6 de 1987 à 1997 au 16, cours Albert Ier à Paris.
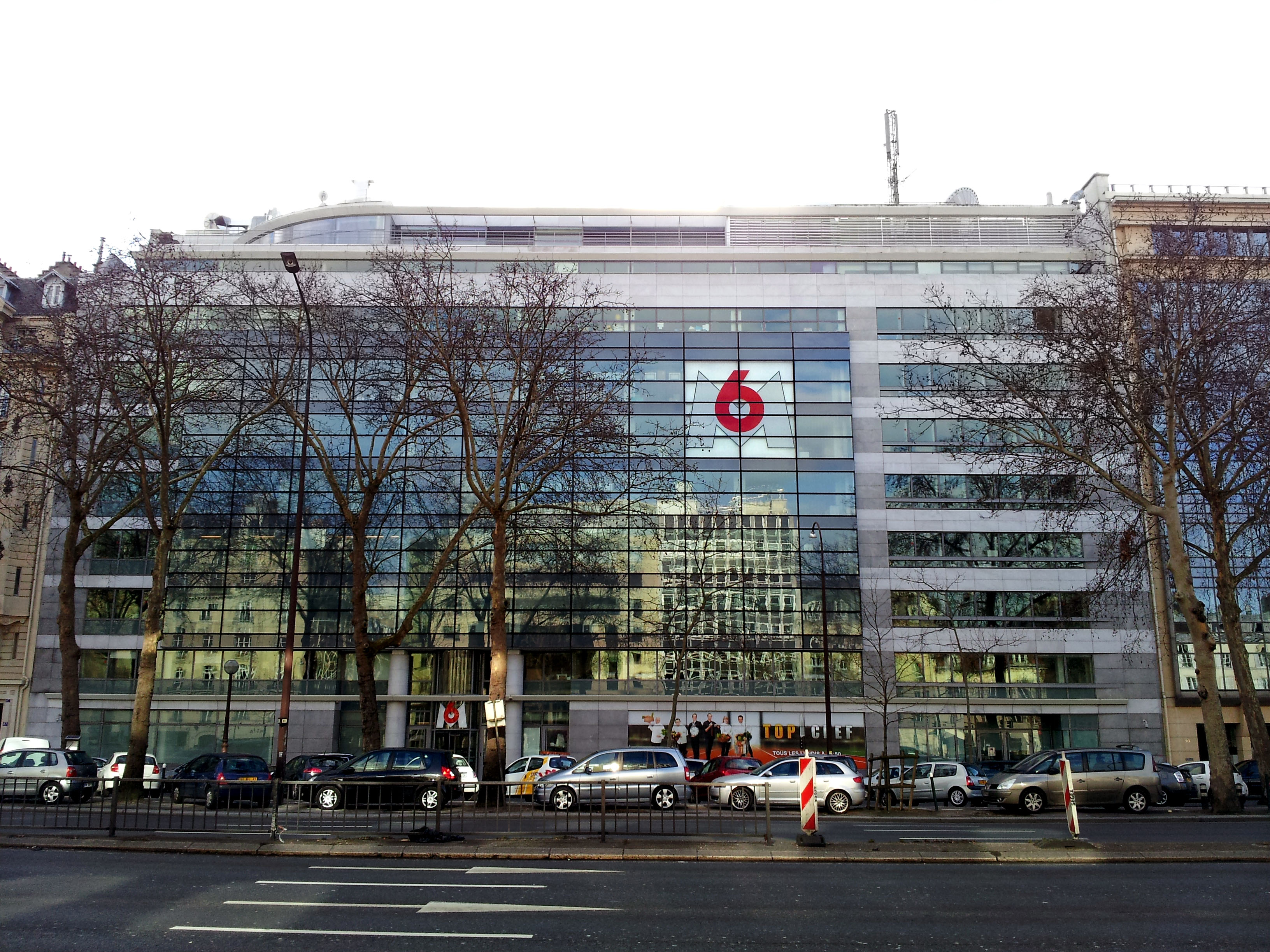
Siège social de M6 situé au 89, avenue Charles-de-Gaulle à Neuilly-sur-Seine.

## Programmes
(décembre 2016).
Il y a plusieurs types d'émissions sur M6. On peut trouver des magazines, des divertissements, des téléfilms, des émissions musicales, des émissions pour enfants ainsi que deux journaux quotidiens.

### Émissions et séries actuelles

#### Télé-réalité ou Télé-crochet
- La France a un incroyable talent
- L'amour est dans le pré
- Lego Masters
- Les Traîtres
- Mariés au premier regard
- Murder Party au Musée
- Pandore
- Patron incognito
- Pékin Express
- Qui veut être mon associé ?
- Shaolin

#### Emissions Culinaires
- Cauchemar en cuisine
- La Meilleure Boulangerie de France
- La meilleure cuisine régionale, c'est chez moi !
- Le Meilleur Pâtissier
- Rendez-vous chez Cyril Lignac
- Top Chef
- Tous en cuisine, en direct avec Cyril Lignac

#### Jeux Télévisées
- 99 à battre
- J'en connais un rayon
- La Roue de la fortune
- Le Juste Prix
- Le maillon faible
- La Roue de la fortune
- Quel est l'âge de votre cerveau ?

#### Les magazines d'information et autres divers magazines
- 66 minutes
- Appel à témoins
- Arnaques !
- A quel prix ?
- Ça peut vous arriver
- Capital
- E=M6
- Enquête exclusive
- Ma rénovation est la plus belle de France
- Mission travaux : ma maison est un chantier
- On est pas d'accord
- Un Jour Un Doc
- Zone interdite

#### journaux télévisés
- Le 12:45
- Le 19:45

#### Les magazines sportifs
- Sport 6
- Turbo

#### Les programmes musicaux et de télé-achat
- Absolument stars
- M6 Boutique

#### Les séries et dessins animés
- 9-1-1
- 9-1-1: Lone Star
- En famille
- M6 Kid
- NCIS : Enquêtes spéciales
- NCIS: Hawaiʻi
- Nouveau jour
- Scènes de ménages

## Présentateurs

### Présentateurs actuels
- Jérôme Anthony (depuis 2003)
- Éric Antoine (depuis 2018)
- Laurent Artufel (2004-2005/depuis 2024)
- Smaïl Bouabdellah (depuis 2024)
- Romane Binckly (depuis 2025)
- Marie-Ange Casalta (depuis 2009)
- Dominique Chapatte (depuis 1987)
- Bruno Cormerais (depuis 2013)
- Julien Courbet (depuis 2018)
- Xavier de Moulins (depuis 2010)
- Bernard de La Villardière (depuis 1998)
- Gennifer Demey (depuis 2016)
- Laurie Desorgher (depuis 2013)
- Xavier Domergue (depuis 2020)
- Christophe Dugarry (depuis 2024)
- Stéphanie Duval (depuis 2018)
- Philippe Etchebest (depuis 2011)
- Sophie Ferjani (depuis 2007)
- Juju Fitcats (depuis 2023)
- Carine Galli (depuis 2015)
- Élodie Gossuin (depuis 2022)
- Kareen Guiock Thuram (depuis 2011)
- Francis Huster (depuis 2025)
- Laurent Jacquet (depuis 2022)
- Anne-Sophie Lapix (depuis 2025)
- Karine Le Marchand (depuis 2009)
- Mac Lesggy (depuis 1991)
- Cyril Lignac (depuis 2005)
- Hugo Manos (depuis 2025)
- Ophélie Meunier (depuis 2016)
- Laëtitia Milot (depuis 2024)
- Olivier Minne (depuis 2025)
- N'Fanteh Minteh (depuis 2023)
- Cali Morales (depuis 2002)
- Claire Nevers (depuis 2005)
- Nathalie Renoux (depuis 2006)
- Charlotte Rosier (depuis 2024)
- Stéphane Rotenberg (depuis 2000)
- Thomas Sotto (2011-2014/depuis 2025)
- Norbert Tarayre (depuis 2012)
- Stéphane Tortora (depuis 1987)

### Anciens présentateurs
- Alexandre Baloud
- Michel Polac (1988-1989) †
- Yves Lecoq
- Anne-Élisabeth Lemoine (2007)
- Laurent Boyer (1989-2011)
- Florence de Soultrait (2019-2024)
- Stéphane Plaza (2006-2025)
- Laurent Gerra
- Nicolas Canteloup
- Valérie Payet
- Anne Depétrini
- Nathalie Simon
- Émilie Albertini (2007-2010)
- Valentine Arnaud (2000-2004)
- Cyril Hanouna (2003)
- Stéphane Jobert (2003-2018)
- Gilles Schneider
- Eleonore de Galard
- Isabelle Heurtaux
- Véronika Loubry
- Florence Arthaud (1987) †
- Olivia Adriaco (1990-2000)
- Caroline Avon (1993-2002)
- Claire Barsacq (2008-2012)
- Eva Berberian (2007-2008)
- Jean-Edern Hallier
- Marylène Bergmann (1987)
- Julienne Bertaux (2000-2004)
- Jean-Luc Bertrand (1987)
- Nicolas Beuglet (2002-2004)
- Amélie Bitoun (2006-2010)
- Christian Blachas (1987-2005) †
- Faustine Bollaert (2010-2017)
- Jérôme Bonaldi (2019)
- Laura Marine
- Céline Bosquet (2010-2013)
- Wendy Bouchard (2012-2016)
- Pierre Bouteiller (1987)
- Bastien Cadéac (2016-2019)
- William Carnimolla (2008-2012)
- Yves Carat (1987-1992)
- Patrick de Carolis (1992-1997)
- Benjamin Castaldi (2001-2006)
- Sébastien Cauet (1994-1995)
- Lorène Cazals (2003-2006)
- Michel Cellier (1991-1997)
- Emmanuel Chain (1987-2005)
- Karima Charni (2007-2015)
- Gontran Cherrier (2013-2015)
- Frédérique Courtadon (2003-2007)
- Sandrine Corman (2008-2014)
- Christophe Crénel (1993-1999)
- Charly et Lulu (1995-2008)
- Pierre-Antoine Damecour (2020-2022)
- Valérie Damidot (2006-2015)
- Florence Dauchez (1997-1998)
- Alexandre Debanne (1988-1990)
- Laurent Delahousse (1999-2006)
- Béatrice de Malembert (2005-2013)
- Alexandre Delpérier (2000-2008)
- Éric Delvaux (2006-2008)
- Estelle Denis (2005-2012)
- Difool (1993-1996)
- Jean-Philippe Doux (1994-2016)
- Marlène Duret (2012-2013)
- Virginie Efira (2003-2008)
- Louise Ekland (2014-2015)
- Séverine Ferrer (1995-2005)
- Karine Ferri (2004-2010)
- Flavie Flament (1999,2019,2020,2022,2024)
- Marc-Olivier Fogiel (2006-2008 2011)
- Marielle Fournier (1994-2003)
- Alex Fighter (jusqu'en 2011)
- Emmanuelle Gaume (1994-1996)
- David Ginola (2016-2020)
- Philippe Goffin (1987)
- Alex Goude (2008-2016)
- Virginie Guilhaume (2008-2011)
- Aurélie Hémar (2007-2013)
- Thomas Hervé (1994-2004)
- Jean Imbert (2012-2017)
- Donel Jack'sman (2019-2020)
- David Jacquot (2009-2011)
- Adriana Karembeu (2012-2013)
- Johanna Kawa (2011-2012)
- Alexandre Kraft (2012)
- Guy Lagache (1995-2011)
- Georges Lang (1987)
- David Lantin (2006-2018)
- Anne-Sophie Lapix (2005-2006)
- Jean-Michel Larqué (2011-2012)
- Jean-Marc Laurent (1987-1988)
- Agathe Lecaron (2010-2011)
- Karine Lima (2001-2012)
- Sandra Lou (2003-2007)
- Zita Lotis-Faure (2012-2013)
- Pauline Lefèvre (2008)
- Max (1997-2005)
- François-Xavier Ménage (2014-2016)
- Jérémy Michalak (2002-2005)
- Serge Molitor (1987-2000)
- Erika Moulet (2017)
- Véronique Mounier (2004-2008)
- Nagui (1987-1989)
- Éric Naulleau (2012)
- Yves Noël (1992-2001)
- Hervé Noël (1992-1994/1999-2000)
- Helena Noguerra (1996-2001)
- Danièle Odin (2005-2013)
- Laurent Petitguillaume (1988-1992)
- Guillaume Pley (2014-2015)
- Théo Phan (2003)
- Éric Poret (1987-2000)
- Marie Portolano (2021-2023)
- Sandrine Quétier (1996-2003)
- Anne-Gaëlle Riccio (2003-2006)
- Thierry Roland (2005-2012) †
- Laurence Roustandjee (2008-2018)
- Kalthoum Sarraï (2005-2010) †
- Shy'm (2017)
- Charlotte Siandra (1987-1992)
- Tatiana Silva (2013-2016)
- Nancy Sinatra (2018-2019)
- Alessandra Sublet (2006-2009)
- Mélissa Theuriau (2006-2012)
- Aïda Touihri (2005-2012)
- Nathalie Vincent (1996-2003)
- Julia Vignali  (2017-2021)
- Laurent Weil (1987-2000)
- Ophélie Winter (1994-1997)
- Cristina Cordula (2004-2023)
- Robert Pirès (2020-2024)
- Pierre Dhostel (1988-2023)
- Valérie Pascale (1987-2023)
- Laurie Cholewa
- Philippe Bas (2023)
- Vincent Dedienne (2024)
- Anne-Sophie Girard (2024-2025)
- Philippe Lellouche (2024-2025)
- Loury Lag (2024)
- Dominique Tenza (2021-2025)
- Michaël Youn (2000-2002/2020-2024)

## Audiences

### Audiences globales

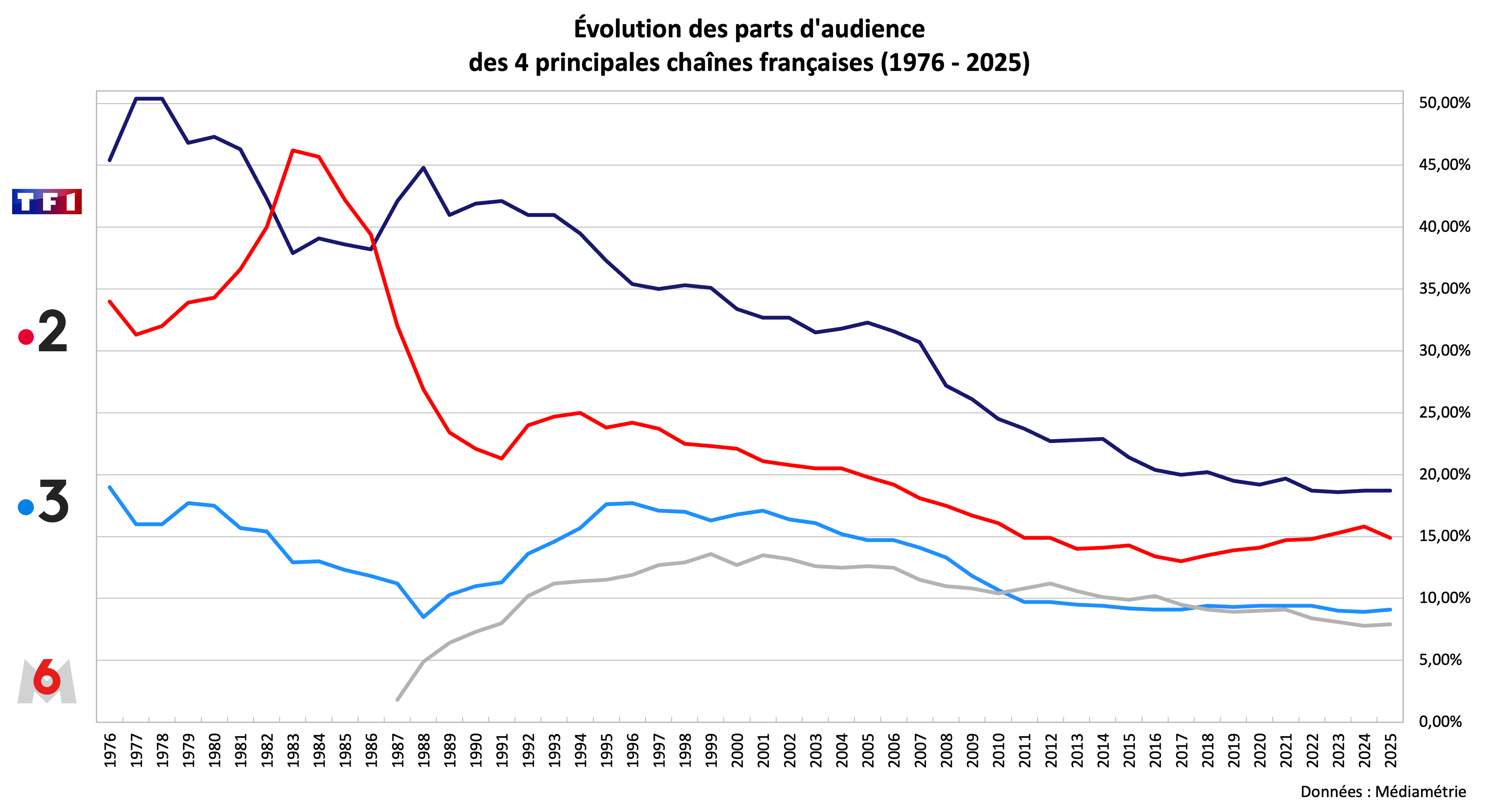
Audiences des quatre principales chaînes françaises de 1976 à 2024.
TF1
France 2
France 3
M6

Depuis 2018, M6 est la quatrième chaîne de France en termes d'audience, derrière TF1, France 2 et France 3. Auparavant, de sa création en 1987 jusqu'à 1991, elle se classe cinquième derrière France 3 et La Cinq. Après que cette dernière ait cessé d'émettre en 1992, elle devient quatrième jusqu'en 2011, où elle double France 3 malgré une perte d'audience.
Les treize premières années de son existence, M6 voit sa part d'audience moyenne annuelle augmenter fortement de 1,8 % en 1987 à 13,6 % en 1999, son plus haut historique. L'audience moyenne baisse ensuite légèrement pour atteindre 12,6 % en 2005, ne perdant qu'un point en six ans. Puis, la baisse s'accélère avec la concurrence des nouvelles chaînes de la TNT : la chaîne perd près de trois points en dix ans pour atteindre 9,9 % en 2015, son plus bas depuis plus de vingt ans. Elle résiste cependant mieux que les historiques TF1, France 2 et France 3 qui ont vu leur audience chuter fortement. L'audience de M6 remonte légèrement à 10,2 % en 2016.

### Audiences mensuelles et annuelles en part de marché
|      | Janvier | Février | Mars   | Avril  | Mai    | Juin   | Juillet | Août    | Septembre | Octobre | Novembre | Décembre | Moyenne annuelle | Rang |
| ---- | ------- | ------- | ------ | ------ | ------ | ------ | ------- | ------- | --------- | ------- | -------- | -------- | ---------------- | ---- |
| 2018 | 9,7 %   | 9,2 %   | 9,2 %  | 8,8 %  | 8,9 %  | 8,4 %, | 8,4 %,  | 9,1 %   | 9,9 %     | 9,7 %   | 9,3 %    | 8,6 %    | 9,1 %            | 4e   |
| 2019 | 8,9 %   | 9,1 %   | 8,9 %  | 8,9 %  | 8,7 %  | 8,5 %, | 8,5 %,  | 8,7 %   | 9,5 %     | 9,2 %   | 9,6 %    | 8,8 %    | 8,9 %            | 4e   |
| 2020 | 8,8 %,  | 8,8 %,  | 8,6 %  | 9,0 %  | 9,1 %  | 8,9 %  | 8,0 %   | 8,2 %   | 9,0 %     | 9,5 %,  | 9,5 %,   | 9,7 %    | 9,0 %            | 4e   |
| 2021 | 8,9 %   | 9,6 %   | 9,5 %  | 9,8 %  | 9,1 %  | 9,6 %  | 8,1 %   | 8,0 %   | 9,0 %     | 9,3 %,  | 9,3 %,   | 8,8 %    | 9,1 %            | 4e   |
| 2022 | 8,7 %   | 8,8 %   | 8,9 %  | 8,7 %  | 8,5 %  | 8,2 %  | 7,4 %   | 8,1 %   | 8,5 %,    | 8,5 %,  | 8,3 %    | 7,6 %    | 8,4 %            | 4e   |
| 2023 | 8,2 %   | 8,4 %,  | 8,4 %, | 8,5 %  | 8,2 %  | 7,7 %  | 6,9 %   | 8,0 %   | 8,6 %     | 8,5 %   | 8,3 %    | 7,6 %    | 8,1 %            | 4e   |
| 2024 | 7,8 %   | 7,9 %   | 8,2 %, | 8,2 %, | 8,0 %, | 8,0 %, | 7,4 %   | 6,2 %** | 7,8 %     | 8,1 %,  | 8,1 %,   | 7,5 %    | 7,8 %**          | 4e   |
| 2025 | 7,7 %   | 7,8 %   | 7,7 %  | 8,2 %  |        |        |         |         |           |         |          |          |                  |      |

Légende :

* : maximum historique.
** : minimum historique.
Meilleur score mensuel de l'année.
Pire score mensuel de l'année.

### Audiences par tranche d'âge
ATTENTION :
- Avant 1993, l'audience n'est pas comptabilisée pour les individus âgés de 4 ans et plus, mais à partir de 6 ans uniquement
- L'audience du câble/satellite a été intégrée dans le médiamat en 2000, ce qui a provoqué mécaniquement une baisse d'audience de la plupart des chaînes hertziennes à partir de cette année-là

4+	: Individus de 4 ans et plus

4-10	: Individus de 4 à 10 ans

H-50	: Hommes de 4 à 49 ans

F-50	: Femmes de 4 à 49 ans

M-50	: Ménagères de 15 à 49 ans

M+e	: Ménagères de 15 à 49 ans avec enfants

CSP+	: Catégories Socio-Professionnelles supérieures

PUB	: Part de marché Publicitaire (Source : Secodip)

FOYER	: Part de marché « foyer » sur les 4 ans et plus (avant 1989, seule l'audience foyer est mesurée)
| Audiences par tranche d'âge | Audiences par tranche d'âge | Audiences par tranche d'âge | Audiences par tranche d'âge | Audiences par tranche d'âge | Audiences par tranche d'âge | Audiences par tranche d'âge | Audiences par tranche d'âge | Audiences par tranche d'âge | Audiences par tranche d'âge | Audiences par tranche d'âge | Audiences par tranche d'âge | Audiences par tranche d'âge | Audiences par tranche d'âge | Audiences par tranche d'âge | Audiences par tranche d'âge | Audiences par tranche d'âge | Audiences par tranche d'âge | Audiences par tranche d'âge | Audiences par tranche d'âge | Audiences par tranche d'âge |
| Année                       | 6+                          | 15+                         | 6-10                        | 6-14                        | 6-24                        | 6-34                        | 6-49                        | 11-14                       | 15-24                       | 15-34                       | 15-49                       | 50+                         | H-50                        | F-50                        | M-50                        | M+e                         | CSP+                        | iCSP+                       | PUB                         | Foyer                       |
| --------------------------- | --------------------------- | --------------------------- | --------------------------- | --------------------------- | --------------------------- | --------------------------- | --------------------------- | --------------------------- | --------------------------- | --------------------------- | --------------------------- | --------------------------- | --------------------------- | --------------------------- | --------------------------- | --------------------------- | --------------------------- | --------------------------- | --------------------------- | --------------------------- |
| 1987                        | foyer                       | 1,1 %                       |                             |                             |                             |                             |                             |                             |                             |                             |                             |                             |                             |                             |                             |                             |                             |                             |                             | 1,8 %                       |
| 1988                        | foyer                       |                             |                             |                             |                             |                             |                             |                             |                             |                             |                             |                             |                             |                             |                             |                             |                             |                             |                             | 4,9 %                       |
| 1989                        | 6,4 %                       |                             |                             |                             |                             |                             |                             |                             |                             |                             |                             |                             |                             |                             | 8,7 %                       |                             |                             |                             |                             | 6,7 %                       |
| 1990                        | 7,3 %                       | 7,1 %                       |                             | 9,5 %                       |                             |                             |                             |                             |                             |                             |                             |                             |                             |                             | 10,0 %                      |                             |                             |                             | 7,6 %                       | 7,7 %                       |
| 1991                        | 8,0 %                       | 7,1 %                       |                             |                             |                             |                             |                             | 21,4 %                      |                             |                             |                             |                             |                             |                             | 10,9 %                      |                             |                             |                             | 9,0 %                       | 8,4 %                       |
| 1992                        | 10,2 %                      | 10,0 %                      |                             | 12,0 %                      |                             |                             |                             |                             |                             |                             |                             |                             |                             |                             | 13,9 %                      |                             |                             |                             | 14,0 %                      | 10,5 %                      |
| Année                       | 4+                          | 15+                         | 4-10                        | 4-14                        | 4-24                        | 4-34                        | 4-49                        | 11-14                       | 15-24                       | 15-34                       | 15-49                       | 50+                         | H-50                        | F-50                        | M-50                        | M+e                         | CSP+                        | iCSP+                       | PUB                         | Foyer                       |
| 1993                        | 11,2 %                      | 11,0 %                      |                             | 12,8 %                      |                             |                             |                             |                             |                             |                             |                             |                             |                             |                             | 14,9 %                      |                             |                             |                             | 14,9 %                      | 11,5 %                      |
| 1994                        | 11,4 %                      | 11,1 %                      |                             | 13,8 %                      |                             |                             |                             |                             |                             | 17,1 %                      |                             |                             |                             |                             | 15,5 %                      |                             |                             |                             | 15,8 %                      | 12,0 %                      |
| 1995                        | 11,5 %                      | 11,1 %                      |                             | 14,8 %                      |                             | 16,2 %                      | 15,0 %                      |                             |                             |                             |                             |                             |                             |                             | 15,7 %                      |                             |                             |                             | 16,1 %                      | 12,0 %                      |
| 1996                        | 11,9 %                      | 11,4 %                      |                             | 16,9 %                      |                             | 18,1 %                      | 16,5 %                      |                             | 19,1 %                      | 18,5 %                      | 16,3 %                      |                             |                             |                             | 16,9 %                      |                             |                             |                             | 16,7 %                      | 12,5 %                      |
| 1997                        | 12,7 %                      | 11,9 %                      |                             | 18,3 %                      | 20,3 %                      | 19,5 %                      |                             |                             | 21,8 %                      | 19,2 %                      | 17,3 %                      |                             |                             |                             | 17,5 %                      |                             | 12,6 %                      |                             | 17,0 %                      | 13,2 %                      |
| 1998                        | 12,9 %                      | 12,3 %                      | 17,3 %                      |                             | 18,3 %                      |                             | 17,8 %                      |                             | 22,0 %                      | 20,1 %                      | 17,6 %                      |                             |                             |                             | 18,0 %                      |                             |                             |                             | 17,9 %                      | 13,4 %                      |
| 1999                        | 13,6 %                      | 12,9 %                      | 19,7 %                      | 20,4 %                      | 21,8 %                      |                             | 19,0 %                      |                             | 23,2 %                      | 21,2 %                      | 18,6 %                      |                             |                             |                             | 19,0 %                      |                             |                             |                             | 19,1 %                      | 14,1 %                      |
| 2000                        | 12,7 %                      | 11,9 %                      | 17,9 %                      | 19,2 %                      |                             |                             | 17,9 %                      | 21,2 %                      | 22,2 %                      | 20,0 %                      | 17,6 %                      | 6,4 %                       | 16,2 %                      |                             | 18,1 %                      | 18,1 %                      | 14,3 %                      | 13,3 %                      | 21,4 %                      | 13,2 %                      |
| 2001                        | 13,5 %                      | 12,7 %                      | 18,0 %                      | 20,6 %                      |                             |                             | 18,9 %                      | 23,8 %                      | 23,4 %                      | 21,3 %                      | 18,5 %                      |                             | 17,2 %                      |                             | 19,1 %                      |                             | 14,5 %                      |                             | 22,9 %                      | 14,0 %                      |
| 2002                        | 13,2 %                      | 12,9 %                      | 17,2 %                      | 19,6 %                      |                             | 21,3 %                      | 18,6 %                      | 22,8 %                      | 23,2 %                      | 21,7 %                      | 18,4 %                      |                             | 17,2 %                      |                             | 19,4 %                      |                             | 14,1 %                      |                             | 22,8 %                      | 13,6 %                      |
| 2003                        | 12,6 %                      |                             |                             | 17,3 %                      |                             | 19,3 %                      |                             |                             | 21,7 %                      | 20,3 %                      | 18,0 %                      |                             | 17,0 %                      |                             | 18,5 %                      |                             |                             |                             |                             |                             |
| 2004                        | 12,5 %                      |                             | 14,7 %                      | 18,3 %                      |                             | 19,9 %                      | 18,0 %                      |                             | 22,7 %                      | 20,6 %                      |                             | 6,3 %                       | 16,5 %                      |                             | 18,6 %                      |                             |                             |                             |                             |                             |
| 2005                        | 12,6 %                      |                             | 15,0 %                      |                             |                             |                             |                             |                             |                             | 21,5 %                      |                             | 6,0 %                       |                             |                             | 19,1 %                      |                             |                             |                             |                             |                             |
| 2006                        | 12,5 %                      |                             | 14,0 %                      |                             |                             |                             |                             |                             |                             | 21,3 %                      |                             | 6,3 %                       |                             |                             | 19,3 %                      |                             |                             |                             |                             |                             |
| 2007                        | 11,5 %                      |                             | 11,7 %                      |                             |                             |                             |                             |                             |                             | 19,7 %                      |                             | 6,0 %                       |                             |                             | 18,0 %                      |                             |                             |                             |                             |                             |
| 2008                        | 11,0 %                      |                             | 9,5 %                       |                             |                             |                             |                             |                             |                             | 17,1 %                      |                             | 6,9 %                       |                             |                             | 17,5 %                      |                             |                             |                             |                             |                             |
| 2009                        | 10,8 %                      |                             | 8,8 %                       |                             |                             |                             |                             |                             |                             | 16,4 %                      |                             | 7,3 %                       |                             |                             | 17,2 %                      |                             |                             |                             |                             |                             |
| 2010                        | 10,4 %                      |                             | 8,6 %                       |                             |                             |                             |                             |                             |                             | 15,7 %                      |                             | 7,0 %                       |                             |                             | 16,5 %                      |                             |                             |                             |                             |                             |
| 2011                        | 10,8 %                      |                             | 9,4 %                       |                             |                             |                             |                             |                             |                             | 15,6 %                      |                             | 7,5 %                       |                             |                             | 17,2 %                      |                             |                             |                             |                             |                             |
| 2012                        | 11,2 %                      |                             | 10,0 %                      |                             |                             |                             |                             |                             |                             | 15,8 %                      |                             | 8,2 %                       |                             |                             | 17,0 %                      |                             |                             |                             |                             |                             |
| 2013                        | 10,6 %                      |                             | 9,4 %                       |                             |                             |                             |                             |                             |                             |                             |                             |                             |                             |                             | 16,2 %                      |                             |                             |                             |                             |                             |
| 2014                        | 10,1 %                      |                             |                             |                             |                             |                             |                             |                             |                             |                             |                             |                             |                             |                             | 15,9 %                      |                             |                             |                             |                             |                             |
| 2015                        | 9,9 %                       |                             |                             |                             |                             |                             |                             |                             |                             |                             |                             |                             |                             |                             | 15,4 %                      |                             |                             |                             |                             |                             |
| 2016                        | 10,2 %                      |                             |                             |                             |                             |                             |                             |                             |                             |                             |                             |                             |                             |                             | 16,0 %                      |                             |                             |                             |                             |                             |

### Meilleures audiences
Le 11 avril 2002, M6 réalise un record d'audience historique avec le lancement de deuxième saison de Loft Story suivi par 8,2 millions de téléspectateurs, soit 38 % du public. Ce record est battu six ans plus tard, le 17 juin 2008, avec le match de poule France - Italie du Championnat d'Europe de football 2008 qui attire 13,2 millions de téléspectateurs, soit 47,8 % de part d'audience[réf. nécessaire]. Huit ans plus tard, lors du Championnat d'Europe de football 2016, la chaîne bat coup sur coup son record historique : d'abord le 19 juin avec le match de poule France - Suisse suivi par 13,5 millions de téléspectateurs soit 47,8 % du public, puis le 3 juillet avec le quart de finale France - Islande suivi par 17,2 millions de téléspectateurs, soit 58,9 % de part marché et enfin, le 10 juillet avec la finale France - Portugal qui attire 20,8 millions de téléspectateurs, soit 72,9 % de part d'audience.
Les dix meilleures audiences de M6 sont réalisées par une compétition sportive : le championnat d'Europe de football. La meilleure audience d'un divertissement se classe 12e avec le lancement de la deuxième saison de Loft Story le 11 avril 2002 qui est suivi par 8,2 millions de téléspectateurs, soit 38 % du public. Le record pour une série télévisée (15e place) est réalisé par NCIS : Enquêtes spéciales le 14 novembre 2008 avec 7,9 millions de téléspectateurs et 30 % de part de marché, tandis que le record pour un film (20e place) est détenu par Le Petit Nicolas de Laurent Tirard le 1er septembre 2011 avec 7,6 millions de téléspectateurs et 30 % de part d'audience.
| Date            | Programme                                           | Genre | Téléspectateurs | Part de marché | Références |
| --------------- | --------------------------------------------------- | ----- | --------------- | -------------- | ---------- |
| 10 juillet 2016 | Euro 2016 (Finale : France - Portugal)              | Sport | 20 827 000      | 72,9 %         | [ 146 ]    |
| 3 juillet 2016  | Euro 2016 (Quart de finale : France - Islande)      | Sport | 17 200 000      | 58,9 %         | [ 147 ]    |
| 15 juin 2021    | Euro 2021 (Phase de groupe : France - Allemagne)    | Sport | 15 097 000      | 57,5 %         | [ 148 ]    |
| 19 juin 2016    | Euro 2016 (Phase de groupe : France - Suisse)       | Sport | 13 500 000      | 47,8 %         | [ 147 ]    |
| 17 juin 2008    | Euro 2008 (Phase de groupe : France - Italie)       | Sport | 13 232 000      | 47,8 %         |            |
| 19 juin 2012    | Euro 2012 (Phase de groupe : France - Suède)        | Sport | 12 175 000      | 44,0 %         | [ 149 ]    |
| 10 juillet 2016 | Euro 2016 (Cérémonie de clôture)                    | Sport | 11 200 000      | 46,5 %         | [ 147 ]    |
| 15 juin 2012    | Euro 2012 (Phase de groupe : France - Ukraine)      | Sport | 10 521 000      | 46,3 %         | [ 149 ]    |
| 6 juillet 2016  | Euro 2016 (Demi-finale : Portugal - Pays de Galles) | Sport | 10 000 000      | 40,6 %         | [ 147 ]    |
| 10 juillet 2016 | Euro 2016 (Remise de la coupe)                      | Sport | 9 700 000       | 58,1 %         | [ 147 ]    |

## Diffusion
M6 est diffusée en France sur la télévision numérique terrestre, le câble, le satellite, la télévision IP et en streaming. La chaîne peut également être reçue dans certains pays limitrophes : en Andorre, au Luxembourg, à Monaco et la Suisse (dans une version spécifique dénommée M6 Suisse). Contrairement aux autres chaînes françaises, M6 n'est pas diffusée en Belgique, car son actionnaire, RTL Group, ne souhaite pas concurrencer sa chaîne belge francophone RTL-TVI qui partage une partie de ses programmes avec M6.
La chaîne émet en français depuis le 1er mars 1987. Elle est diffusée entièrement au format 16/9 depuis 2008[réf. nécessaire] et est disponible en haute définition (HD) sur certains supports depuis le 10 juin 2008.

### Hertzien
Du 1er mars 1987, date de sa création, au 30 novembre 2011, date de l'arrêt de la télévision analogique en France, M6 est diffusée sur le sixième réseau analogique terrestre de TDF. La chaîne n'est alors retransmise au départ que par 30 émetteurs de faible puissance couvrant 18 millions de personnes, puis par de plus de nombreux sites. Elle est également diffusée par l'émetteur de Dudelange situé au Luxembourg pour arroser l'Est de la France[réf. nécessaire].
M6 est diffusée en clair sur le multiplex R4 de la télévision numérique terrestre (TNT) au standard MPEG-2 (SDTV) du 31 mars 2005 au 5 avril 2016 et au standard MPEG-4 (HDTV) depuis le 30 octobre 2008.
La chaîne n'est pas diffusée sur la TNT outre-mer à cause de coûts de diffusion qui seraient trop importants par rapport au marché publicitaire local. Certains programmes sont cependant repris par des chaînes privées locales.
Dans la principauté d'Andorre, M6 est diffusée sur la télévision numérique terrestre par Andorra Telecom depuis le 25 septembre 2007.

### Câble
M6 est diffusée sur le réseau câblé de SFR. En France d'outre-mer, elle est disponible sur les réseaux de SFR Caraïbe et Zeop.
Dans les autres pays francophones, elle est diffusée sur les réseaux câblés luxembourgeois (SFR Belux) et monégasque (Monaco Telecom).

### Satellite
M6 est diffusée sur satellite via les bouquets Canal, Fransat, TNT Sat, Bis Télévisions et les offres satellites de La TV d'Orange et de SFR TV. En France d'outre-mer, elle est disponible dans les offres de Canalsat Caraïbes, Canalsat Calédonie, Canalsat Réunion, Parabole Maurice, Parabole Réunion et Tahiti Nui Satellite.
À ses débuts en 1987, la chaîne est diffusée sur les satellites Télécom 1B, puis Télécom 1C et enfin Télécom 2B. À partir de décembre 1996, elle est disponible dans le tout nouveau bouquet satellite TPS dont elle est alors co-actionnaire. À la suite de la fusion de TPS avec son concurrent début 2007, la chaîne apparait dans le bouquet Canalsat.

### Internet
M6 est diffusée en streaming sur le service de télévision de rattrapage du groupe, 6play. Elle est également diffusée via la télévision IP depuis le 5 janvier 2007. Elle est disponible sur la Freebox TV, La TV d'Orange, SFR TV, la Bbox et la Wibox. En France d'outre-mer, elle est accessible dans les offres de Mediaserv, SFR Caraïbe et Zeop.
Dans les autres pays francophones, elle est diffusée par l'opérateur luxembourgeois POST Luxembourg.

### M6 Suisse
Une version spécifique de la chaîne est diffusée en Suisse sous le nom de M6 Suisse. Si les programmes sont les mêmes que la version française, les spots publicitaires sont exclusifs au marché de la Suisse romande. La chaîne est diffusée sur le câble, le satellite et Internet.

### Belgique
M6 est diffusée avec les pages de publicités spécifiques à la Suisse Romande depuis 2017 dans l'offre tv gratuite de l'opérateur satellite TéléSAT puisque ce dernier reprend le signal gratuit du satellite Eutelsat 9B de M6 Suisse. La chaîne, qui appartient à RTL Group, ne souhaite pas être diffusée sur le câble belge et concurrencer ses consœurs RTL TVI, Plug RTL et Club RTL (avec lesquelles M6 et ses petites sœurs W9 et 6ter partagent d'ailleurs bon nombre de programmes).

### M6 International
M6 est proposée dans le bouquet Canal+ Afrique diffusée dans les pays sub-sahariens francophones et est aussi distribuée au Canada francophone via le bouquet Thema sous le nom de M6 International, qui diffuse les meilleurs programmes des chaînes du Groupe M6.